# Flames (canción)
«Flames» —en español: «Llamas»— es una canción del cantante estadounidense Mod Sun con la cantautora canadiense Avril Lavigne. Se lanzó por Big Noise el 8 de enero de 2021, como el tercer sencillo del próximo cuarto álbum Internet Killed the Rockstar. Fue escrita por Mod Sun, Lavigne y John Feldmann, y producida por este último.

## Antecedentes y lanzamiento
En diciembre de 2020, Lavigne ha estado en el estudio trabajando en su nuevo álbum y confirmó que estaba grabando música con Mod Sun junto con los productores John Feldmann, Travis Barker y Machine Gun Kelly. Mod Sun también declaró en diciembre de 2020 que su próximo cuarto álbum de estudio incluirá una colaboración con otro artista. En enero de 2021, se reveló que el artista principal era Lavigne.
Se anunció el 1 de enero de 2021 cuando Mod Sun y Lavigne publicaron el enlace de pre-guardado junto con la portada del sencillo en Instagram y Twitter. La canción se lanzó el 8 de enero de 2021 a través de Big Noise.

## Posicionamiento en listas
| Listas (2021)                                   | Mejor posición |
| ----------------------------------------------- | -------------- |
| Canadá (Hot Canadian Digital Songs)             | 50             |
| Estados Unidos (Hot Rock & Alternative Songs)   | 35             |
| Estados Unidos (Rock Digital Song Sales)        | 8              |
| Estados Unidos (Alternative Digital Song Sales) | 10             |
| Nueva Zelanda Hot Singles (RMNZ)                | 40             |
| Reino Unido Download (UK Singles Chart)         | 74             |

## Historial de lanzamiento
| País         | Fecha              | Formato                     | Discográfica | Ref    |
| ------------ | ------------------ | --------------------------- | ------------ | ------ |
| Varios       | 8 de enero de 2021 | Descarga digital, streaming | Big Noise    | [ 16 ] |
| Países Bajos | 9 de enero de 2021 | Contemporary hit radio      | Big Noise    | [ 17 ] |